# Casa de l'Ascensor
La casa de l'Ascensor és un edifici modernista situat en una cantonada que enllaça la rambla de Méndez Núñez amb el Portal d'Elx, a la ciutat d'Alacant. Deu el seu nom al fet d'haver estat el primer edifici de la ciutat a incorporar un ascensor.
Va ser projectat l'any 1903 per l'arquitecte Enrique Sánchez Sedeño per al metge alienista de la Vila Joiosa Josep Maria Esquerdo. L'edifici mostra una decoració eclèctica, amb elements del modernisme valencià en recercats, balustrades i ampits de les balconades.